# Rubus schleicheri
Rubus schleicheri — вид квіткових рослин родини трояндових (Rosaceae).

## Поширення
Поширення: Бельгія, Чехія, Франція, Німеччина, Нідерланди, Польща.
В Україні наводиться для Карпат, Закарпаття, Передкарпаття, Покуття.